# 毛利就言
毛利 就言（もうり なりこと、宝暦4年9月26日（1754年11月10日） - 安永5年8月23日（1776年10月5日））は、長州藩一門家老である大野毛利家の6代当主。
父は毛利広圓。母は毛利政苗の娘（毛利重就の猶子）。子は毛利親頼。幼名は武次郎。通称は彦次郎。元服時に藩主の毛利重就より偏諱を受け就言と名乗る。

## 生涯
宝暦4年（1754年）、長州藩一門家老大野毛利家5代広圓の長男として生まれる。明和7年（1770年）、広圓の死去により家督を相続する。しかし、7年も経たない頃の安永5年（1776年）8月23日に没し、大照院境内に埋葬された。法名は大要院三應了玄。享年23と若くしての死去であったが、嗣子はおり、幼少の嫡男・安次郎（のちの親頼）が家督を相続している。母は享和3年（1803年）に没している。